# Acmaeodera lauta
Acmaeodera lauta  (лат.) — вид жуков-златок рода Acmaeodera из подсемейства Polycestinae (Acmaeoderini). Распространён в Новом Свете. Кормовым растением имаго являются Acacia pennatula (Barr 1972:185), а у личинок — Loncharpus sp. (Barr 1972:186).
Вид был впервые описан в 1972 году американским колеоптерологом Уильямом Барром (William F. Barr, University of Idaho, Moscow, США).